# King's Somborne
King's Somborne è un villaggio e parrocchia civile dell'Inghilterra, appartenente alla contea dell'Hampshire.